# Aeroscopia
Aeroscopia este un muzeu francez al aviației situat în Blagnac (Haute-Garonne), lângă Toulouse. În special, găzduiește două exemplare ale Concorde. Deschiderea a avut loc pe 14 ianuarie 2015.

## Galerie

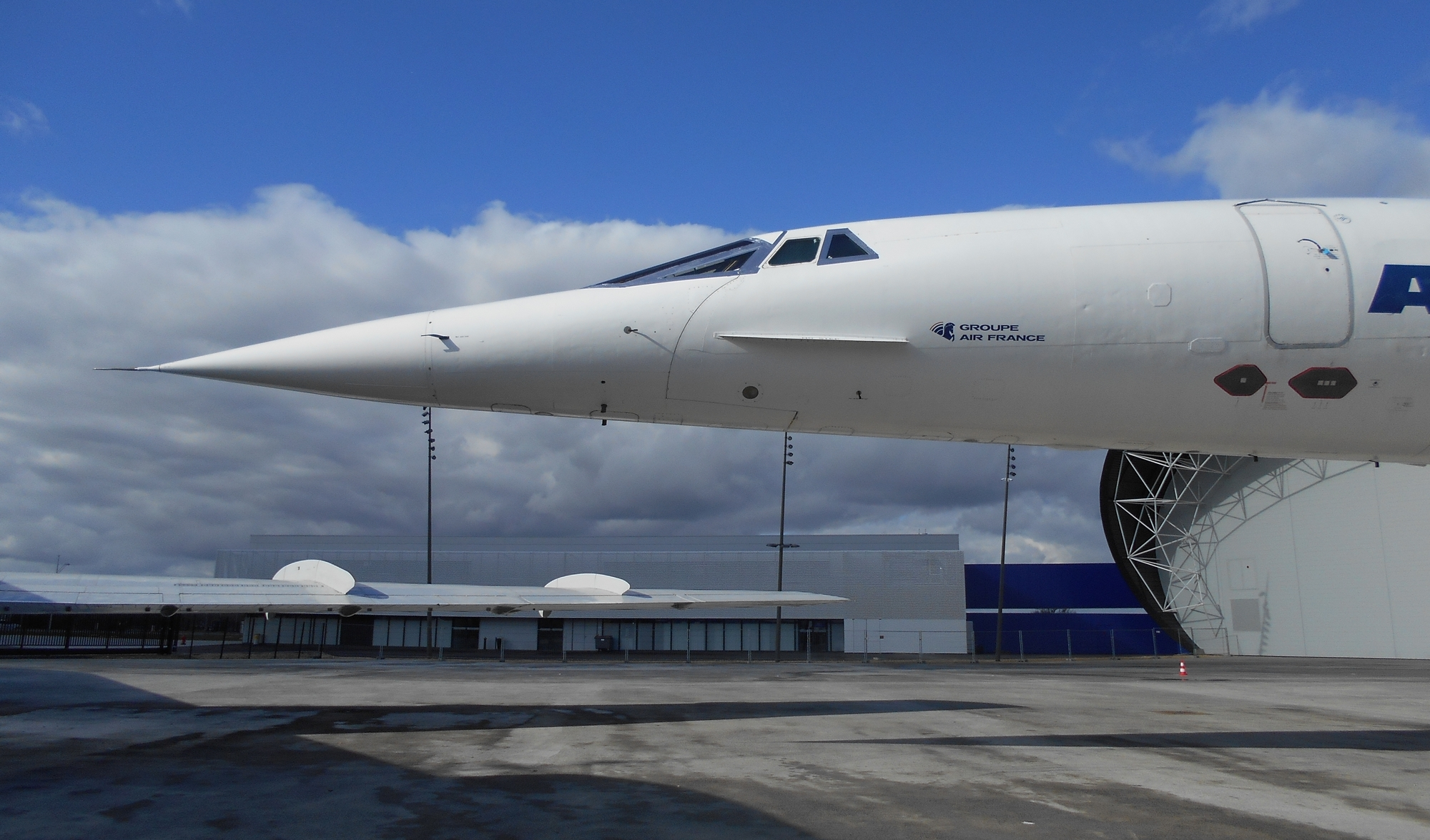
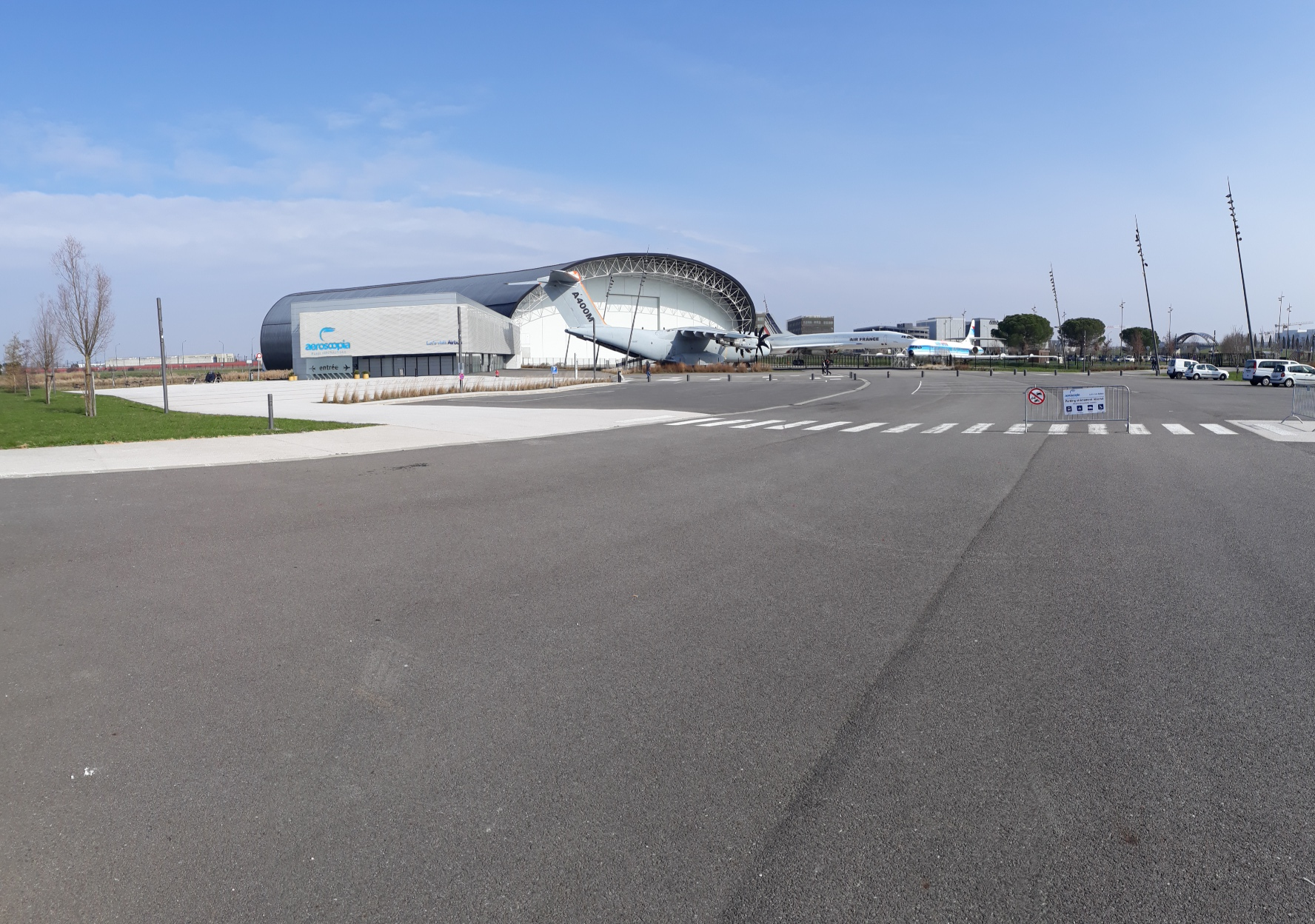
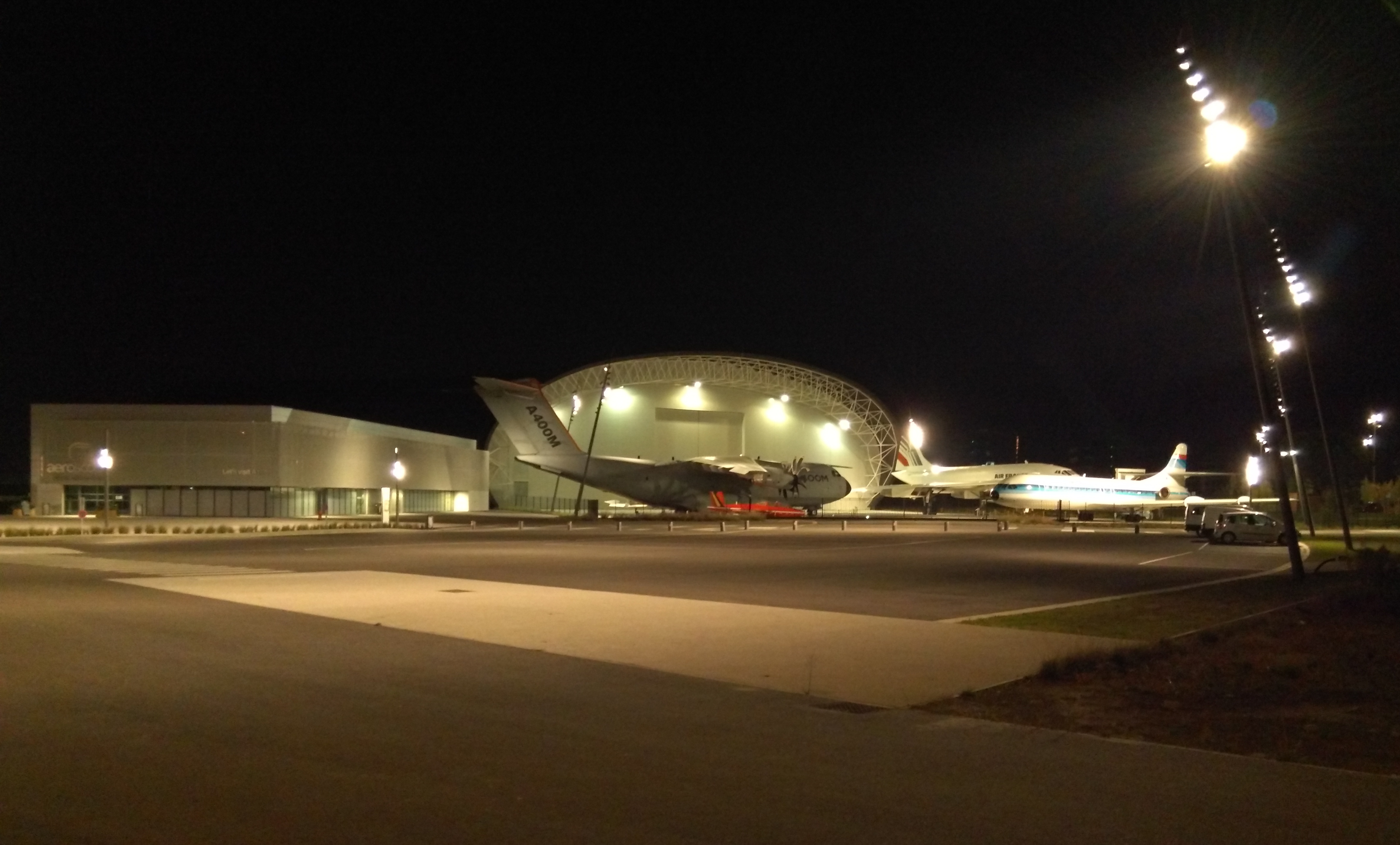